# رینهولد ساولمان
رینهولد ساولمان (استونیایی: Reinhold Saulmann؛ ۱۷ مه ۱۸۹۵ – ۶ ژوئن ۱۹۳۶) دونده سرعت اهل استونی بود.
وی در مسابقات دو ۲۰۰ متر و ۴۰۰ متر بازی‌های المپیک تابستانی ۱۹۲۰ شرکت کرده بود.